# رز شارل دوگل
رز شارل دوگل (به انگلیسی: Rosa 'Charles de Gaulle') یکی از رقم‌های رز از نوع رز دورگه چای است. این رقم در کشور فرانسه و در سال ۱۹۷۴ میلادی معرفی شده‌است. اندازه گل بزرگ بوده و زمان گلدهی چهار فصل است. شکل گلبرگ نیمه شمشیری و محور غنچه بالا است. عطر آن تند است. رنگ گل آن صورتی مایل به بنفش است.